# 波因托伍茲 (紐約州)
波因托伍茲（英語：Point O' Woods）是位於美國紐約州薩福克縣的非建制地區。

## 歷史
波因托伍茲的郵局於1906年設立，其後於1969年停運。

## 地理
波因托伍茲所處的海拔為高於海平面2米（即7英呎），而該地所採用的時區為UTC-5，即北美东部时区（EST）。同時該地設有夏令時間，為UTC-5調快一小時，即UTC-4（EDT）。